# Адънрай
Адънра̀й (на ирландски: Baile Átha an Rí – Балъ Аахъ ан Рии; на английски: Athenry) е град в централната западна част на Ирландия, провинция Конахт, графство Голуей. Намира се на 25 km на югоизток от главния административен център на графството град Голуей. Първите сведения за града датират от 1241 г., когато тук е построен приорат. ЖП транспортен възел. ЖП гарата му е открита на 1 август 1851 г. Населението му е 3205 жители от преброяването през 2006 г.